# Salvador Valdés Mesa
Salvador Antonio Valdés Mesa (Amancio, Las Tunas, Cuba; 13 de junio de 1945) es un político y exdirigente sindical cubano, actual vicepresidente de la República de Cuba desde el 10 de octubre de 2019. 
Fue el primer vicepresidente de los Consejos de Estado y de Ministros de Cuba desde el 19 de abril de 2018 hasta el 10 de octubre de 2019. Fue uno de los cinco vicepresidentes del Consejo de Estado desde febrero de 2013 hasta abril de 2018 e integra el Buró Político del Partido Comunista de Cuba (PCC) desde el año 2008. 
Fue secretario general de la Central de Trabajadores de Cuba entre 2006 y 2013. Salvador Valdés es la primera persona en la historia de Cuba de origen afrocubano en llegar al segundo puesto más importante de Cuba.

## Biografía

### Orígenes
Salvador Valdés Mesa nació en lo que actualmente es Amancio, Las Tunas, el 13 de junio de 1945. Formó parte de la Asociación de Jóvenes Rebeldes (AJR) desde 1961, luego del triunfo de la Revolución cubana. Comenzó su actividad laboral como trabajador agrícola hasta graduarse de ingeniero agrónomo. Fue dirigente la Central de Trabajadores de Cuba (CTC) y del Partido Comunista de Cuba (PCC).

### Ascenso
Se desempeñó como Ministro de Trabajo y Seguridad Social entre 1995 y 1999, fecha en que fue elegido primer secretario del PCC en la provincia de Camagüey. Es diputado de la Asamblea Nacional del Poder Popular desde 1993, integra el Buró Político del Comité Central del Partido Comunista de Cuba y es miembro del Consejo de Estado, donde ejerció una de las cinco vicepresidencias entre 2013 y 2018.
Como uno de los vicepresidentes del Consejo de Estado y de Ministros, Salvador Valdés ha viajado en misiones oficiales a Latinoamérica, África y Asia, donde fue recibido por el presidente chino Xi Jinping y por el líder norcoreano Kim Jong-un.

### Vicepresidente de la República de Cuba
El 18 de abril de 2018 fue elegido por la Asamblea Nacional como primer vicepresidente del Consejo de Estado y, al día siguiente, el recién elegido presidente Miguel Díaz-Canel pidió su designación como primer vicepresidente del Consejo de Ministros de Cuba. Aunque la Constitución cubana no establece que el vicepresidente del Consejo de Estado sea el mismo del Consejo de Ministros, pero esta es una práctica común en Cuba. Con estas designaciones, Salvador Valdés es el primer afrocubano en convertirse en "número dos" de ese país caribeño.
Luego de la aprobación de la nueva Constitución de la República de Cuba en 2019 pasó de ser Primer Vicepresidente de los Consejos de Estado y de Ministros a ser Vicepresidente de la República de Cuba, cargo que había desaparecido en la Constitución de 1976.